# Fernando Ferreira da Costa
Fernando de Macedo Ferreira da Costa (Lisboa, 1928 — Carnaxide, Oeiras, 30 de janeiro de 2006) foi um professor universitário, escritor e pioneiro do movimento cooperativo em Portugal. Foi um dos fundadores, em 1976, do Instituto António Sérgio, uma instituição edicada ao fomento do cooperativismo.

## Biografia
Nasceu em Lisboa, de ascendência são-tomense e foi aluno de António Sérgio. Terá sido o primeiro objetor de consciência em Portugal quando em 1949 se recusou a cumprir o serviço militar obrigatório por questões religiosas e por se considerar um «pacifista convicto»,. Em consequência esteve preso durante dois anos, não apenas pela objeção de consciência, mas também porque participara em ações de associativismo proibidas pelo regime do Estado Novo.
Devido às suas convicções religiosas aderiu, jovem, ao movimento cristão Metanóia, um grupo que defendia a vida em comunidade. Nesse período esteve em Trás-os-Montes intrgrado numa ação de voluntariado que tinha como objetivo contibuir para a alfabetizar da população rural.
Foi opositor acérrimo do salazarismo. Foi um dos fundadores, com Henrique de Barros entre outros, do movimento cooperativista pós-25 de Abril de 1974, que culminou na criação, em 1976, de um instituto dedicado ao fomento do cooperativismo que vira a ser denominado Instituto António Sérgio.
Foi professor na Faculdade de Economia da Universidade de Lisboa. Participou também em diversas iniciativas cívicas que levaram à criação das primeiras modernas organizações não-governamentais em Portugal.
A sua primeira obra publicada foi O Movimento Cooperativo Britânico, em 1956, a qual inclui um prefácio de António Sérgio, que o próprio considerava seu mentor. Nos últimos anos da sua vida dedicou-se à escrita de dramaturgia e poesia, publicando diversas obras, entre as quais Teatro do Imaginário Angular e Mar e Mágoa (poesia).
A 20 de novembro de 1996, foi agraciado com o grau de Comendador da Ordem do Infante D. Henrique.
A 30 de janeiro de 2006, faleceu de doença prolongada no Hospital de Santa Cruz, em Carnaxide, Oeiras, aos 78 anos. Foi sepultado no Cemitério do Alto de São João, em Lisboa.